# رندالف کرنر (ویرجینیا)
رندالف کرنر (به انگلیسی: Randolph Corner) یک منطقهٔ مسکونی در ایالات متحده آمریکا است که در شهرستان لادن، ویرجینیا واقع شده‌است.